# CM-2113
La CM-2113 es una carretera autonómica de segundo orden de la provincia de Guadalajara (España) que transcurre entre Alcolea del Pinar y el puente de San Pedro sobre el río Tajo en el municipio de Zaorejas. Pertenece a la Red de Carreteras de la Junta de Comunidades de Castilla-La Mancha.
Es una carretera convencional de una sola calzada con un carril por sentido. Atraviesa el parque natural del Alto Tajo además de las localidades de Luzaga, Hortezuela de Océn, Padilla del Ducado, Riba de Saelices, La Loma, Huertahernando, La Buenafuente del Sistal y Villar de Cobeta.